# Paul-Emile Britsch
Paul-Emile Britsch, francoski general, * 1879, † 1977.